# Moncton Wildcats
Die Moncton Wildcats sind eine kanadische Eishockeymannschaft aus Moncton, New Brunswick. Das Team spielte seit 1995 in einer der drei höchsten kanadischen Junioren-Eishockeyligen, der Ligue de hockey junior majeur du Québec (LHJMQ).

## Geschichte
Die Moncton Wildcats wurden 1994 als Franchise der Québec Major Junior Hockey League gegründet. Nachdem sie in ihrer ersten Spielzeit noch als Moncton Alpines (in Anlehnung an ein ehemaliges AHL-Team) spielten, treten sie seit der Saison 1995/96 unter ihrem jetzigen Namen an. In der Saison 2003/04 zogen sie erstmals in das Finale um die Coupe du Président ein, unterlagen dort jedoch den Olympiques de Gatineau in der Best-of-Seven-Serie mit 1:4-Siegen. Zwei Jahre später erreichte die Mannschaft erneut das Finale der LHJMQ. Dieses Mal schlugen die Wildcats die Remparts de Québec mit 4:2-Siegen. Im anschließenden Finalturnier um den Memorial Cup wurden sie zunächst Zweiter der Gruppenphase, ehe sie im anschließenden Finale den Remparts, die sie noch im LHJMQ-Finale besiegten, mit 2:6 unterlagen. In der Saison 2008/09 schied Moncton in der zweiten Playoff-Runde gegen die Océanic de Rimouski aus. Eine Saison später wurde der zweite Coupe du Président der Franchisegeschichte gewonnen.

## Ehemalige Spieler
Folgende Spieler, die für die Moncton Wildcats aktiv waren, spielten im Laufe ihrer Karriere in der National Hockey League:
- Dmitri Afanassenkow
- Jewgeni Artjuchin
- Jean-Sébastien Aubin
- Mark Barberio
- Iwan Barbaschow
- François Beauchemin
- Steve Bernier
- Luc Bourdon
- Gabriel Bourque
- Corey Crawford
- Pierre Dagenais
- Jean-François Damphousse
- Phillip Danault
- Jason Demers
- Louis Domingue
- Philippe Dupuis
- Jonathan Ferland
- Karl Gagné
- Conor Garland
- Jonathan Girard
- Stéphane Goulet
- Ross Johnston
- Dmitri Kalinin
- Mārtiņš Karsums
- Simon Lajeunesse
- Brad Marchand
- Dominic Noël
- Johnny Oduya
- Adam Pineault
- Kanstanzin Sacharau
- Jérôme Samson
- David Savard
- Patrick Thoresen
- Pierre-Alexandre Parenteau
- Alexei Tesikow
- Keith Yandle

## Vereinsinterne Rekorde

### Saison
| Tore  |                 |      |         |
| Platz | Spieler         | Tore | Saison  |
| 1.    | Sébastien Roger | 60   | 1997/98 |
| 2.    | Iwan Barbaschow | 58   | 2014/15 |
|       | Stéphane Goulet | 58   | 2005/06 |
| 4.    | Jeremy McKenna  | 50   | 2018/19 |
| 5.    | Steve Bernier   | 50   | 2002/03 |

| Assists |                 |         |         |
| Platz   | Spieler         | Assists | Saison  |
| 1.      | Conor Garland   | 116     | 2014/15 |
| 2.      | Conor Garland   | 99      | 2015/16 |
| 3.      | Philippe Dupuis | 94      | 2005/06 |
| 4.      | David Savard    | 78      | 2009/10 |
| 5.      | Keith Yandle    | 73      | 2005/06 |

| Topscorer |                 |        |         |
| Platz     | Spieler         | Punkte | Saison  |
| 1.        | Conor Garland   | 154    | 2014/15 |
| 2.        | Conor Garland   | 143    | 2015/16 |
| 3.        | Philippe Dupuis | 140    | 2005/06 |
| 4.        | Sébastien Roger | 127    | 1997/98 |
| 5.        | Iwan Barbaschow | 119    | 2014/15 |

| Strafminuten |                   |              |         |
| Platz        | Spieler           | Strafminuten | Saison  |
| 1.           | Jacques Larivière | 318          | 1998/99 |
| 2.           | Dion Hyman        | 304          | 2000/01 |
| 3.           | Nathan Saunders   | 301          | 2003/04 |
| 4.           | Jacques Larivière | 264          | 1997/98 |
| 5.           | Thierry Douville  | 261          | 2003/04 |

### Insgesamt
| Tore  |                 |      |
| Platz | Spieler         | Tore |
| 1.    | Steve Bernier   | 165  |
| 2.    | Sébastien Roger | 156  |
| 3.    | Simon Laliberté | 142  |
| 4.    | Conor Garland   | 114  |
| 5.    | Iwan Barbaschow | 106  |

| Assists |                 |         |
| Platz   | Spieler         | Assists |
| 1.      | Conor Garland   | 259     |
| 2.      | Sébastien Roger | 187     |
| 3.      | Alex Saulnier   | 187     |
| 4.      | Steve Bernier   | 185     |
| 4.      | Simon Laliberté | 172     |

| Punkte |                 |        |
| Platz  | Spieler         | Punkte |
| 1.     | Conor Garland   | 373    |
| 2.     | Steve Bernier   | 350    |
| 3.     | Sébastien Roger | 343    |
| 4.     | Simon Laliberté | 314    |
| 5.     | Alex Saulnier   | 286    |

| Spiele |                  |        |
| Platz  | Spieler          | Spiele |
| 1.     | Christian Gaudet | 316    |
| 2.     | Devon MacAusland | 311    |
| 3.     | Steve Bernier    | 305    |
| 4.     | Josh Hepditch    | 304    |
| 5.     | Simon Laliberté  | 299    |